# チェルノブイリの戦い
チェルノブイリの戦い（チェルノブイリのたたかい）は、2022年2月24日、ロシアのウクライナ侵攻の初日からチェルノブイリ立入禁止区域で始まった、ロシア軍とウクライナ軍の軍事的対立。ベラルーシから侵入したロシア軍は、その日の終わりまでにチェルノブイリ原子力発電所地域を占領した。ロシア軍が占拠後3月7日までに、300人の一般人、100人の労働者、200人のウクライナ側警備隊が発電所内にとじこめられた。3月31日、チェルノブイリを占領しているロシア軍が再編成のために引き上げたと報道された。

## 背景

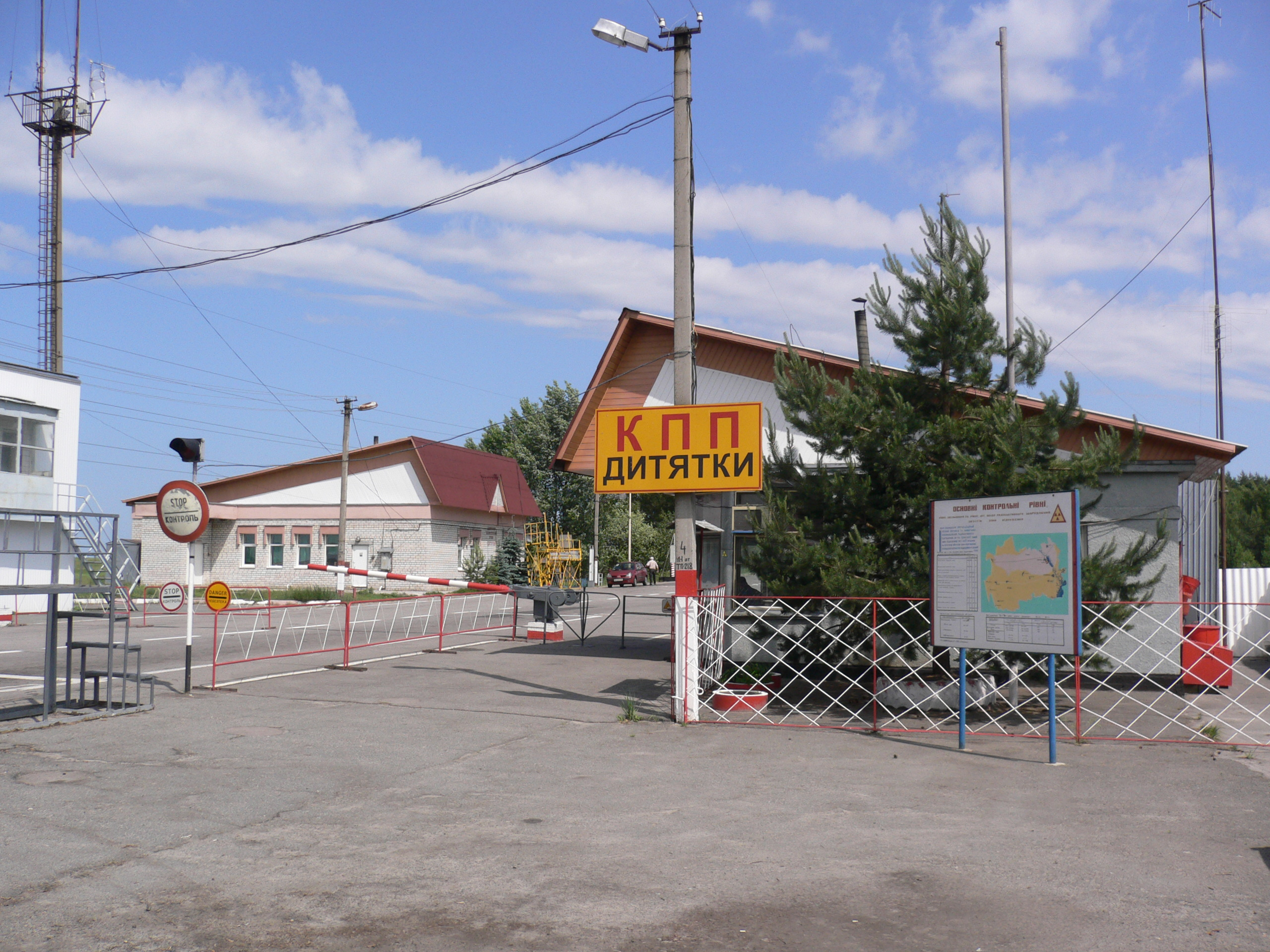
2010年時点でのチェルノブイリの検問所

1986年のチェルノブイリ原子力発電所事故では、チェルノブイリ原子力発電所から周囲の環境に大量の放射性物質が放出された。爆発した原子炉を取り巻く半径30キロメートル (19 mi)は、ソビエト当局によって避難命令が出され、封鎖された。これはチェルノブイリ立入禁止区域として正式化され、その境界は時間を追って変わっていった。ソビエト連邦の崩壊後、この地域は新たに独立したウクライナの一部となり、ウクライナ国家緊急事態省によって管理された。

## 戦闘経過
2022年ロシアのウクライナ侵攻初日である2022年2月24日午後、ウクライナ政府は、ロシア軍がチェルノブイリ立入禁止区域を占領するための攻撃を開始したと発表した。発電所では、原子炉を守備するウクライナ国家親衛隊の警備部隊が侵入したロシア軍に応戦、戦闘状態に入ったと当日にウクライナ内務省が発表している。その日の終わりまでに、ウクライナ政府は、ロシア軍がチェルノブイリとプリピャチを占領したと公表した。ロシア軍が制限区域を占領した後、アメリカ政府は「ロシア兵が現在チェルノブイリ施設の職員を人質に取っているという信頼できる報告」を発表した。
AP通信は放射性廃棄物の保管場所が砲撃され、放射性量の増加が観察されたと報告した。しかし、国際原子力機関(IAEA)は「死傷者や破壊はなかった」と述べている。ロシア軍は「ウクライナ人と一緒に(同地の)安全を守っている」と後に報道されている。ここでのロシア軍は第41諸兵科連合軍とみられている。

## 各国の反応
ウクライナのウォロディミル・ゼレンスキー大統領は、ロシアによるチェルノブイリの占領を「ヨーロッパ全体に対する宣戦布告」と呼んだ。
ウクライナ大統領府の顧問であるミハイロ・ポドリアックは、「まったく無意味な攻撃」であり、「旧チェルノブイリ原子力発電所、閉じ込め構造物、核廃棄物貯蔵施設の状態はわからない」と述べた。しかしIAEAは、「死傷者も破壊もなかった」と述べ、「いかなる方法でも影響を受けたり中断されたりするべきではない点で、チェルノブイリ核施設の安全で確実な運用が重要だ」と述べた。
キエフ攻勢のより大局的見地から言えば、チェルノブイリの占領はロシア軍がキエフに進出する中間地点にある。元米国陸軍総司令官のベン・ホッジスは、立入禁止区域は「その立地のために重要であり、仮にロシア軍が北からキエフを攻撃しようとする場合、まさにチェルノブイリはその途中にある。」と述べた。

## 放射性物質の問題
- ロシア、ウクライナ、ユーラシア担当の元アメリカ国防副次官補であるイブリン・ファルカス（英語版）は、ロシア軍は「首都を包囲したい」と述べ、「ウクライナが反乱を起こした場合に舞い上がりやすい放射性物質が宙に舞うことを確実に望んでいない」と述べた[21]。

- 立入禁止区域は、1986年のチェルノブイリ原子力発電所事故からの放射性降下物を封じ込めるために重要である。そのためウクライナ内務省顧問であるアントン・ヘラシチェンコは、「もし占領者の砲撃が核廃棄物貯蔵施設を直撃した場合、放射性物質がウクライナ、ベラルーシ、EU諸国の領土を覆う可能性がある」と述べた[18]。BBCによると、この地域の観測所は、放射線レベルが20倍の1時間あたり最大65マイクロシーベルトの増加を報告した。これは1回の大西洋横断飛行の約5倍にあたる。シェフィールド大学のクレア・コークヒルは、この増加は局所的なものであり、「チェルノブイリ立入禁止地域内および周辺での人と車の移動の増加により、地上にある放射性物質が巻き上がったことが一つの原因」と述べた[22]。

- 3月9日、ウクライナ外務大臣ドミトロ・クレーバはチェルノブイリ原子力発電所への電源供給が被害を受け電源喪失したため、ディーゼル発電機のバックアップシステムが冷却のため48時間の燃料しかなく、放射能漏れが起こる危険性があると発表した[23]。

- 4月1日、ウクライナの国営原子力企業のエネルゴアトム社は、ロシア軍が原発周辺を4週間にわたり占拠していた間、兵士たちが放射線にさらされた可能性が高いとの見方を示した。最も汚染度の高い場所で塹壕を掘っていたほか、車両の走行により放射性物質を含む粉じんを巻き上げたとみられる[24]。

- 4月5日、ウクライナのエネルギー相のヘルマン・ハルシチェンコは、チェルノブイリ原発近くでロシア兵が被ばくし、75人前後がベラルーシの病院で治療を受けていると述べた[25]。